# Montreuil, Pas-de-Calais
Montreuil, tudi Montreuil-sur-Mer, je naselje in občina v severni francoski regiji Nord-Pas-de-Calais, podprefektura departmaja Pas-de-Calais. Leta 1999 je naselje imelo 2.688 prebivalcev.

## Geografija
Kraj leži ob reki Cranche, 10 km stran od Rokavskega preliva, 83 km zahodno od Arrasa. 

## Administracija
Montreuil je sedež istoimenskega kantona, v katerega so poleg njegove vključene še občine Beaumerie-Saint-Martin, La Calotterie, Campigneulles-les-Grandes, Campigneulles-les-Petites, Cucq, Écuires, Lépine, La Madelaine-sous-Montreuil, Merlimont, Nempont-Saint-Firmin, Neuville-sous-Montreuil, Saint-Aubin, Saint-Josse-sur-Mer, Sorrus, Le Touquet-Paris-Plage in Wailly-Beaucamp z 21.603 prebivalci.
Naselje je prav tako sedež okrožja, v katerem se poleg njegovega nahajajo še kantoni Berck, Campagne-lès-Hesdin, Étaples, Fruges, Hesdin, Hucqueliers in Parcq s 106.789 prebivalci.

## Zgodovina
Montreuil se prvikrat omenja leta 898 v Annales de Saint-Bertin et de Saint-Vaast kot »majhen samostan« Monasterolium. Leta 988 je pod Hugom Capetom postal pristanišče francoske monarhije, tedaj še ob obali Rokavskega preliva. Leta 1188 mu je kot komuni bila podeljena ustanovna listina. Pod Karlom IX. je bila v Montreuilu na mestu nekdanjega gradu iz 13. stoletja zgrajena citadela, ki je bila dovršena v letu 1670 pod Vaubanom. 

## Znamenitosti
- Citadela,
- opatijska cerkev Saint-Saulve iz 12. stoletja,
- kapela Chapelle de l'Hôtel-Dieu iz 13. do 15. stoletja.

## Pobratena mesta
- Rheinberg (Nemčija),
- Slough (Anglija, Združeno kraljestvo);